# بلاوکاپل
بلاوکاپل (به هلندی: Blauwkapel) یک روستا در هلند است که در ده‌بیلت واقع شده‌است. بلاوکاپل ۱۳۰ نفر جمعیت دارد.